# Hiéville
Hiéville est une ancienne commune française, située dans le département du Calvados en région Normandie, devenue le 1er janvier 2017 une commune déléguée au sein de la commune nouvelle de Saint-Pierre-en-Auge.
Hiéville est peuplée de 314 habitants.

## Géographie
| Thiéville              | Bretteville-sur-Dives            | Bretteville-sur-Dives |
| Saint-Pierre-sur-Dives | Hiéville                         | Boissey               |
| Saint-Pierre-sur-Dives | L'Oudon (comm. ass. de Berville) | Mittois               |

## Toponymie
Le nom de la localité est attesté sous les formes Huivilla en 1134 (Charte de Saint-Pierre-sur-Dive); Hieuvilla en 1180 (magni rotuli, p. 5, 2); Hyeuville en 1428 (Titres de Saint-Pierre-sur-Dive); Hieville en  1703.
René Lepelley, qui ne cite pas de formes anciennes, considère que l'origine du toponyme est similaire à celle d'Hiesville (Hevilla 1164, Heevilla 1180, Hevilla 1280) dans la Manche, c'est-à-dire basé sur l'anthroponyme germanique Hedo et de l'ancien français ville / vile dans son sens originel de « domaine rural », issu du latin villa rustica.
Remarque : les formes du type Hievilla (1327) pour Hiesville dans la Manche semblent tardives, alors que les formes les plus anciennes diffèrent de celles de Hiéville. François de Beaurepaire considère l'élément Hies- de Hiesville comme obscur.

## Histoire
Le 1er janvier 2017, Hiéville intègre avec douze autres communes la commune de Saint-Pierre-en-Auge créée sous le régime juridique des communes nouvelles instauré par la loi no 2010-1563 du 16 décembre 2010 de réforme des collectivités territoriales. Les communes de Boissey, Bretteville-sur-Dives, Hiéville, Mittois, Montviette, L'Oudon, Ouville-la-Bien-Tournée, Sainte-Marguerite-de-Viette, Saint-Georges-en-Auge, Saint-Pierre-sur-Dives, Thiéville, Vaudeloges et Vieux-Pont-en-Auge deviennent des communes déléguées et Saint-Pierre-sur-Dives est le chef-lieu de la commune nouvelle.

## Politique et administration

### Liste des maires
| Période                                  | Période              | Identité          | Étiquette | Qualité                                             |
| ---------------------------------------- | -------------------- | ----------------- | --------- | --------------------------------------------------- |
| Les données manquantes sont à compléter. |                      |                   |           |                                                     |
| ?                                        | octobre 1958 (décès) | Fernand Leclerc   |           | Chevalier du Mérite agricole                        |
| Les données manquantes sont à compléter. |                      |                   |           |                                                     |
| mars 1965                                | juillet 1992 (décès) | Louis Moutier     |           |                                                     |
| 1992                                     | 1994                 |                   |           |                                                     |
| 1994                                     | mars 2014            | François Pasquet  | SE        | Agriculteur retraité Adjoint au maire (1992 → 1994) |
| mars 2014                                | décembre 2016        | Charles Deschamps | SE        | Retraité de l'agriculture                           |

Le conseil municipal est composé de onze membres dont le maire et un adjoint.

### Liste des maires délégués
| Période      | Période      | Identité          | Étiquette | Qualité                   |
| ------------ | ------------ | ----------------- | --------- | ------------------------- |
| janvier 2017 | juillet 2020 | Charles Deschamps | SE        | Retraité de l'agriculture |
| juillet 2020 | En cours     | Valérie Fouques   | SE        | Secrétaire médico-sociale |

## Démographie
L'évolution du nombre d'habitants est connue à travers les recensements de la population effectués dans la commune depuis 1793. À partir du 1er janvier 2009, les populations légales des communes sont publiées annuellement dans le cadre d'un recensement qui repose désormais sur une collecte d'information annuelle, concernant successivement tous les territoires communaux au cours d'une période de cinq ans. 
Pour les communes de moins de 10 000 habitants, une enquête de recensement portant sur toute la population est réalisée tous les cinq ans, les populations légales des années intermédiaires étant quant à elles estimées par interpolation ou extrapolation. Pour la commune, le premier recensement exhaustif entrant dans le cadre du nouveau dispositif a été réalisé en 2007,.
En 2021, la commune comptait 314 habitants, en évolution de +15,87 % par rapport à 2015 (Calvados : +1,58 %, France hors Mayotte : +2,49 %).
Deux siècles de recensements dénotent une stabilité de la démographie, assez peu marquée par l'exode rural, variant de 200 habitants en 1872 à 286 en 2006.
| 1793 | 1800 | 1806 | 1821 | 1831 | 1836 | 1841 | 1846 | 1851 |
| ---- | ---- | ---- | ---- | ---- | ---- | ---- | ---- | ---- |
| 266  | 237  | 258  | 268  | 250  | 232  | 212  | 237  | 243  |

| 1856 | 1861 | 1866 | 1872 | 1876 | 1881 | 1886 | 1891 | 1896 |
| ---- | ---- | ---- | ---- | ---- | ---- | ---- | ---- | ---- |
| 219  | 215  | 229  | 200  | 201  | 250  | 212  | 236  | 216  |

| 1901 | 1906 | 1911 | 1921 | 1926 | 1931 | 1936 | 1946 | 1954 |
| ---- | ---- | ---- | ---- | ---- | ---- | ---- | ---- | ---- |
| 253  | 264  | 238  | 251  | 248  | 222  | 205  | 223  | 242  |

| 1962 | 1968 | 1975 | 1982 | 1990 | 1999 | 2007 | 2012 | 2017 |
| ---- | ---- | ---- | ---- | ---- | ---- | ---- | ---- | ---- |
| 218  | 243  | 248  | 265  | 259  | 253  | 286  | 272  | 332  |

| 2019 | - | - | - | - | - | - | - | - |
| ---- | - | - | - | - | - | - | - | - |
| 317  | - | - | - | - | - | - | - | - |

## Lieux et monuments
- Église Saint-Pierre, des XIVe et XVIIe siècles.
- Château du XIXe.